# Coppa delle Coppe 1963-1964
La Coppa delle Coppe 1963-1964 è stata la 4ª edizione della competizione calcistica europea Coppa delle Coppe UEFA. Fu la prima cui parteciparono i vincitori della Coppa di Norvegia, della Coppa di Finlandia, della Coppa di Turchia e della Coppa di Cipro. Venne vinta dallo Sporting Lisbona nella ripetizione della finale contro l'MTK.

## Primo turno
| Squadra 1            | Totale | Squadra 2          | Gara 1 | Gara 2 | Gara 3       |
| -------------------- | ------ | ------------------ | ------ | ------ | ------------ |
| Shelbourne           | 1 - 5  | Barcellona         | 0 - 2  | 1 - 3  |              |
| Amburgo              | 7 - 2  | Union Luxembourg   | 4 - 0  | 3 - 2  |              |
| Olympique Lione      | 6 - 2  | Boldklubben 1913   | 3 - 1  | 3 - 1  |              |
| Olympiacos           | 2 - 2  | Zagłębie Sosnowiec | 2 - 1  | 0 - 1  | 2 - 0        |
| Willem II            | 2 - 7  | Manchester Utd     | 1 - 1  | 1 - 6  |              |
| Atalanta             | 3 - 3  | Sporting Lisbona   | 2 - 0  | 1 - 3  | 1 - 3        |
| APOEL                | 7 - 0  | Gjøvik-Lyn         | 6 - 0  | 1 - 0  |              |
| Basilea              | 1 - 10 | Celtic             | 1 - 5  | 0 - 5  |              |
| Linzer               | 1 - 1  | Dinamo Zagabria    | 1 - 0  | 0 - 1  | 1 - 1 d.t.s. |
| Sliema Wanderers     | 0 - 2  | Borough United     | 0 - 0  | 0 - 2  |              |
| Helsingin Palloseura | 2 - 12 | Slovan Bratislava  | 1 - 4  | 1 - 8  |              |
| MTK Budapest         | 2 - 1  | Slavia Sofia       | 1 - 0  | 1 - 1  |              |
| Fenerbahçe           | 4 - 2  | Petrolul Ploieşti  | 4 - 1  | 0 - 1  |              |

- Tottenham qualificata agli ottavi di finale in quanto detentrice del titolo.
- Motor Zwickau e  Linfield qualificate agli ottavi di finale per sorteggio.

## Ottavi di finale
| Squadra 1         | Totale | Squadra 2         | Gara 1 | Gara 2 | Gara 3 |
| ----------------- | ------ | ----------------- | ------ | ------ | ------ |
| Barcellona        | 4 - 4  | Amburgo           | 4 - 4  | 0 - 0  | 2 - 3  |
| Olympique Lione   | 5 - 3  | Olympiakos        | 4 - 1  | 1 - 2  |        |
| Tottenham Hotspur | 3 - 4  | Manchester United | 2 - 0  | 1 - 4  |        |
| Sporting Lisbona  | 18 - 1 | APOEL             | 16 - 1 | 2 - 0  |        |
| Celtic            | 4 - 2  | Dinamo Zagabria   | 3 - 0  | 1 - 2  |        |
| Borough United    | 0 - 4  | Slovan Bratislava | 0 - 1  | 0 - 3  |        |
| Motor Zwickau     | 1 - 2  | MTK               | 1 - 0  | 0 - 2  |        |
| Fenerbahçe        | 4 - 3  | Linfield          | 4 - 1  | 0 - 2  |        |

## Quarti di finale
| Squadra 1         | Totale | Squadra 2         | Gara 1 | Gara 2 | Gara 3 |
| ----------------- | ------ | ----------------- | ------ | ------ | ------ |
| Amburgo           | 1 - 3  | Olympique Lione   | 1 - 1  | 0 - 2  |        |
| Manchester United | 4 - 6  | Sporting Lisbona  | 4 - 1  | 0 - 5  |        |
| Celtic            | 2 - 0  | Slovan Bratislava | 1 - 0  | 1 - 0  |        |
| MTK               | 3 - 3  | Fenerbahçe        | 2 - 0  | 1 - 3  | 1 - 0  |

## Semifinali
| Squadra 1       | Totale | Squadra 2        | Gara 1 | Gara 2 | Gara 3 |
| --------------- | ------ | ---------------- | ------ | ------ | ------ |
| Olympique Lione | 1 - 2  | Sporting Lisbona | 0 - 0  | 1 - 1  | 0 - 1  |
| Celtic          | 3 - 4  | MTK              | 3 - 0  | 0 - 4  |        |

## Finale
| Arbitro: | Lucien van Nuffel |

|                                     |           |                          |
| Mascarenhas 40’ Figueiredo 45’, 80’ | Marcatori | 19’, 75’ Sándor 73’ Kuti |

## Finale (Ripetizione)
| Arbitro: | Gérard Versyp |

|            |           |  |
| Morais 20’ | Marcatori |  |

## Classifica marcatori
| Gol |  |  | Giocatore          | Squadra           |
| --- |  |  | ------------------ | ----------------- |
| 11  |  |  | Mascarenhas        | Sporting Lisbona  |
| 10  |  |  | Nestor Combin      | Olympique Lione   |
| 6   |  |  | Ernesto Figueiredo | Sporting Lisbona  |
|     |  |  | Denis Law          | Manchester Utd    |
| 5   |  |  | Osvaldo Da Silva   | Sporting Lisbona  |
|     |  |  | István Kuti        | MTK Budapest      |
|     |  |  | Steve Chalmers     | Celtic            |
|     |  |  | John Hughes        | Celtic            |
|     |  |  | Uwe Seeler         | Amburgo           |
| 4   |  |  | Károly Sándor      | MTK Budapest      |
|     |  |  | Bobby Charlton     | Manchester Utd    |
|     |  |  | Pavol Molnár       | Slovan Bratislava |
|     |  |  | Jozef Obert        | Slovan Bratislava |
|     |  |  | Şenol Birol        | Fenerbahçe        |
|     |  |  | Giōrgos Siderīs    | Olympiacos        |